# Équations des télégraphistes
Les équations des télégraphistes sont un système de deux équations aux dérivées partielles qui décrivent l'évolution de la tension et du courant sur une ligne électrique en fonction de la distance et du temps.
Oliver Heaviside a conçu dans les années 1880 le modèle des lignes électriques qui aboutit à ces équations. Il s'applique à toute ligne électrique et à toute fréquence et couvre les phénomènes de transmission et de réflexion sur une ligne de transmission, qu'elle serve au télégraphe, au téléphone ou à tout autre usage, ainsi qu'aux lignes de distribution du réseau électrique.

## Équations

### Formulation de base

Schéma des composants élémentaires d'une ligne de transmission.

Une portion infinitésimale de ligne électrique peut être représentée par un quadripole où :
- la résistance linéique (par unité de longueur) {\displaystyle R} du conducteur est représentée par une résistance série (exprimée en ohms par unité de longueur) ;
- l'inductance linéique {\displaystyle L} est représentée par une bobine (henrys par unité de longueur) ;
- la capacité linéique {\displaystyle C} entre les deux conducteurs est représentée par un condensateur C shunt (farads par unité de longueur) ;
- la conductance linéique {\displaystyle G} du milieu diélectrique séparant les deux conducteurs (siemens par unité de longueur). Le schéma électrique du modèle représente cette conductance par une résistance parallèle de valeur de {\displaystyle 1/G} ohms.

La résistance et la conductance croissent avec la fréquence et l'inductance varie dans de moindres proportions, à cause de l'effet de peau et, dans les lignes bifilaires, de l'effet de proximité.
Soient {\displaystyle U(x,t)} la tension et {\displaystyle I(x,t)} le courant en un point éloigné d'une distance {\displaystyle x} du début de la ligne à un instant {\displaystyle t}, on peut écrire deux équations aux dérivées partielles:
{\displaystyle {\frac {\partial U}{\partial x}}(x,t)=-L{\frac {\partial I}{\partial t}}(x,t)-RI(x,t)}
{\displaystyle {\frac {\partial I}{\partial x}}(x,t)=-C{\frac {\partial U}{\partial t}}(x,t)-GU(x,t)}
De cette formulation, on peut tirer deux équations ne faisant chacune intervenir qu'une variable :
{\displaystyle {\frac {\partial ^{2}U}{\partial x^{2}}}(x,t)=LC{\frac {\partial ^{2}U}{\partial t^{2}}}(x,t)+(RC+GL){\frac {\partial U}{\partial t}}(x,t)+GRU(x,t)}
{\displaystyle {\frac {\partial ^{2}I}{\partial x^{2}}}(x,t)=LC{\frac {\partial ^{2}I}{\partial t^{2}}}(x,t)+(RC+GL){\frac {\partial I}{\partial t}}(x,t)+GRI(x,t)}

### Conditions initiales
Ces équations doivent être complétées par la définition de conditions initiales.
On peut ainsi définir la tension à l'extrémité initiale de la ligne comme celle d'une source sinusoïdale
{\displaystyle U(0,t)=U_{0}\sin(2\pi ft)}
et définir une relation entre courant et tension à l'autre extrémité de la ligne située à une distance {\displaystyle l}
- {\displaystyle U(l,t)=R'I(l,t)} pour une ligne chargée par une résistance {\displaystyle R'},
- {\displaystyle I(l,t)=0} pour une ligne à vide, etc.

### Ligne sans perte
Dans beaucoup de cas, on peut négliger les pertes résistives. On pose alors {\displaystyle R=0} et {\displaystyle G=0}. Les équations s'écrivent :
{\displaystyle {\frac {\partial U}{\partial x}}(x,t)=-L{\frac {\partial I}{\partial t}}(x,t)}
{\displaystyle {\frac {\partial I}{\partial x}}(x,t)=-C{\frac {\partial U}{\partial t}}(x,t)}
On peut les combiner pour former deux équations de propagation, qui sont des équations de d'Alembert :
{\displaystyle {\frac {\partial ^{2}U}{\partial x^{2}}}(x,t)=LC{\frac {\partial ^{2}U}{\partial t^{2}}}(x,t)}
{\displaystyle {\frac {\partial ^{2}I}{\partial x^{2}}}(x,t)=LC{\frac {\partial ^{2}I}{\partial t^{2}}}(x,t)}

## Cas du régime sinusoïdal
On considère une tension sinusoïdale complexe {\displaystyle U} de pulsation {\displaystyle \omega } et de vecteur d'onde {\displaystyle {\overrightarrow {k}}} se propageant selon l'axe {\displaystyle x} :
{\displaystyle \forall (x,t)\in \mathbb {R} \times \mathbb {R} ^{\text{+}},U(x,t)=U_{0}e^{j(\omega t+{\overrightarrow {k}}.{\overrightarrow {x}})}}
La dérivée partielle de {\displaystyle U} par rapport au temps est alors :
{\displaystyle \forall (x,t)\in \mathbb {R} \times \mathbb {R} ^{\text{+}},{\partial U \over \partial t}(x,t)=j\omega U(x,t)}
De même, la dérivée partielle de {\displaystyle U}par rapport à {\displaystyle x} est :
{\displaystyle \forall (x,t)\in \mathbb {R} \times \mathbb {R} ^{\text{+}},{\partial U \over \partial x}(x,t)=jk_{x}{\text{ }}U(x,t)}

### Ligne sans pertes
Dans la ligne sans pertes : {\displaystyle R=0} et {\displaystyle G=0}, la première équation des ondes est
{\displaystyle {\frac {\partial ^{2}U}{\partial x^{2}}}(x,t)=LC{\frac {\partial ^{2}U}{\partial t^{2}}}(x,t)}
La solution générale de cette équation de propagation est la somme d'une onde de tension {\displaystyle U_{i}} se propageant dans les {\displaystyle x} croissants et d'une autre {\displaystyle U_{r}} se propageant dans le sens des {\displaystyle x} décroissants :
{\displaystyle \forall (x,t)\in \mathbb {R} ^{2},U(x,t)=U_{i}(x,t)+U_{r}(x,t)}
avec
{\displaystyle \forall (x,t)\in \mathbb {R} \times \mathbb {R} ^{\text{+}},{\begin{cases}U_{i}(x,t)=U_{i}e^{j(\omega t-k_{i}x)}\\U_{r}(x,t)=U_{r}e^{j(\omega t+k_{r}x)}\end{cases}}}
Les indices {\displaystyle i} et {\displaystyle r} renvoient aux ondes « incidente » et « réfléchie ».
En injectant l'expression des tensions {\displaystyle U_{i}} et {\displaystyle U_{r}} dans cette équation, on obtient :
pour {\displaystyle l=\lbrace i,r\rbrace :k_{l}^{2}U_{j}(x,t)=-\omega ^{2}LC{\text{ }}U_{l}(x,t)}
En simplifiant par {\displaystyle U_{j}(x,t)}, on obtient la relation de dispersion suivante :
{\displaystyle k_{l}^{2}=-\omega ^{2}LC}
soit
{\displaystyle k_{l}=j\omega {\sqrt {LC}}}
Donc pour les ondes incidente et réfléchie, le nombre d'onde est imaginaire pur.
La constante d'atténuation {\displaystyle \alpha =\Re (k_{l})} est nulle et la constante de propagation {\displaystyle \beta =\Im (k_{l})=\omega {\sqrt {LC}}} et en posant {\displaystyle k=\omega {\sqrt {LC}}}, l'expression de la tension {\displaystyle U} est :
{\displaystyle \forall (x,t)\in \mathbb {R} \times \mathbb {R} ^{\text{+}},U(x,t)=U_{i}e^{j(\omega t-kx)}+U_{r}e^{j(\omega t+kx)}}
Puisque la constante d'atténuation {\displaystyle \alpha } est nulle, la propagation se fait bien sans pertes.

### Vitesse de propagation et impédance caractéristique
Puisque {\displaystyle U_{i}} se propage dans le sens des x croissants et {\displaystyle U_{r}}, dans le sens des x décroissants alors leur expression est de la forme 
{\displaystyle {\begin{cases}U_{i}(x,t)=U_{i}{\Bigl (}t-{x \over v_{i}}{\Bigr )}\\U_{r}(x,t)=U_{r}{\Bigl (}t+{x \over v_{r}}{\Bigr )}\end{cases}}}avec {\displaystyle {\begin{cases}v_{i},{\text{la vitesse de propagation de l'onde incidente}}\\v_{r},{\text{la vitesse de propagation de l'onde réfléchie}}\end{cases}}}
La vitesse de propagation est la vitesse à laquelle se déplace la phase de l'onde.
D'après l'étude précédente sur les solutions de l'équation des télégraphistes en régime sinusoïdal sans pertes, on a :
{\displaystyle {\begin{cases}U_{i}(x,t)=U_{i}{\Bigl (}t-{x \over v}{\Bigr )}=U_{i0}\ e^{j(\omega t-kx)}=U_{i0}\ e^{j\omega {\Bigl (}t-{k \over \omega }x{\Bigr )}}\\U_{r}(x,t)=U_{i}{\Bigl (}t+{x \over v}{\Bigr )}=U_{r0}\ e^{j(\omega t+kx)}=U_{r0}\ e^{j\omega {\Bigl (}t+{k \over \omega }x{\Bigr )}}\end{cases}}}
Par identification, on a :
{\displaystyle v_{i}=v_{r}={\omega  \over k}}
La vitesse de propagation de l'onde incidente et de l'onde réfléchie vaut donc {\displaystyle v={\frac {\omega }{k}}} et comme {\displaystyle k_{l}=j\omega {\sqrt {LC}}}, {\displaystyle v={\frac {1}{\sqrt {LC}}}}.